# Kroyeria lineata
Kroyeria lineata is een eenoogkreeftjessoort uit de familie van de Kroyeriidae. De wetenschappelijke naam van de soort is voor het eerst geldig gepubliceerd in 1853 door van Beneden.